# Alchemilla saxatilis
Alchemilla saxatilis är en rosväxtart som beskrevs av Robert Buser. Alchemilla saxatilis ingår i släktet daggkåpor, och familjen rosväxter.

## Underarter
Arten delas in i följande underarter:
- A. s. transiens
- A. s. corsica
- A. s. vegeta
- A. s. umbrosa

## Bildgalleri

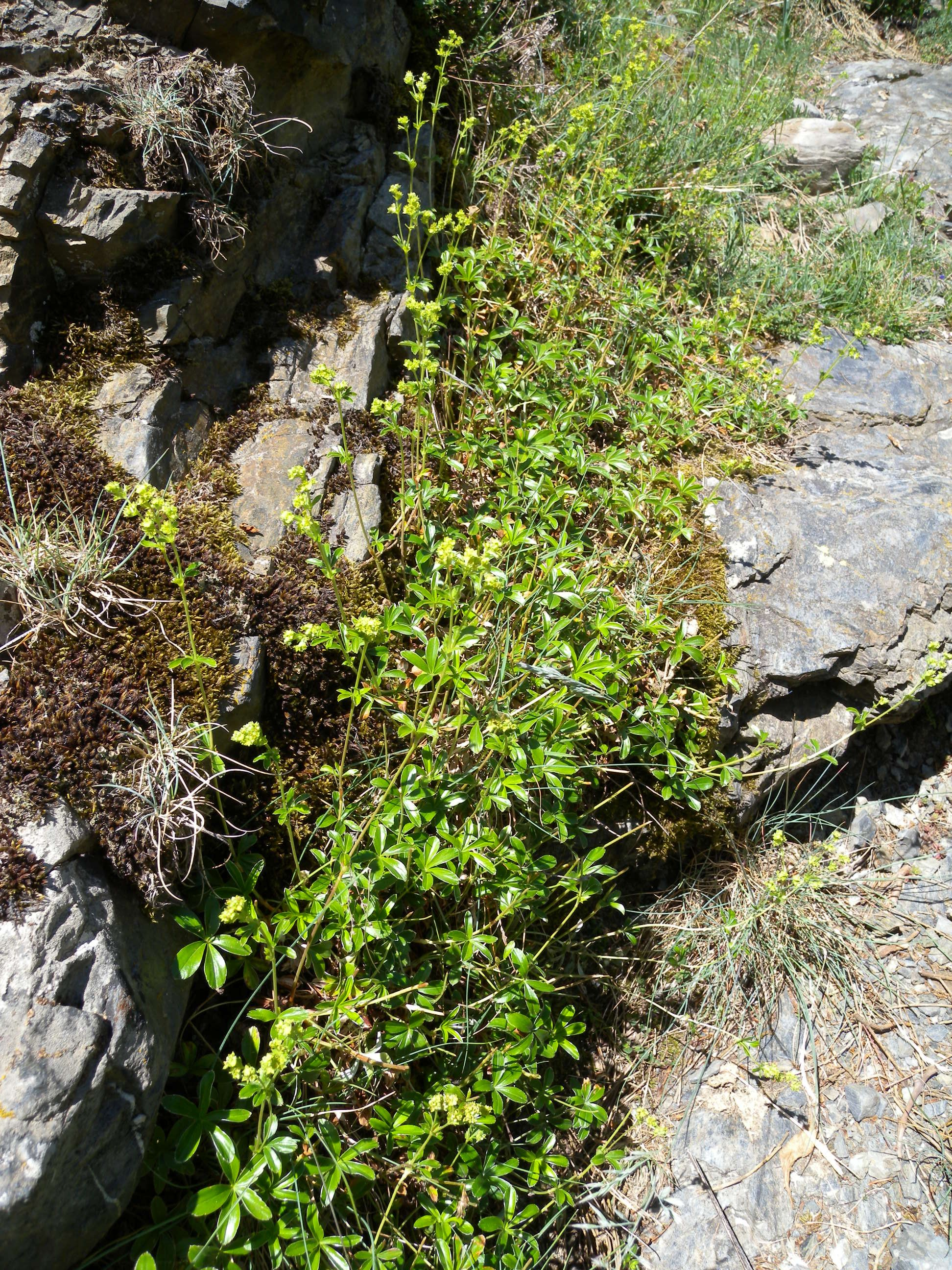